# Доісторична Румунія
На території сучасної Румунії відбувалися процеси етногенезу регіональних європейських народів.

## Палеоліт
Вже в 40 000 - 30 000 років до н. е. печери Румунії населяли люди сучасного виду Homo sapiens, які деякий час співіснували з давнішими неандертальцями. До поселень свідерської культури епохи пізнього палеоліту належить стоянка Чахлеу-Скауне на півночі Румунії.

## Мезоліт
В період мезоліту на заході країни існувала розвинена культура типу Лепенський Вир (стоянка Скела-Кладовей). В період пізнього   мезоліту (VIII—VII тис. до н. е.) південь та схід країни замешкували мисливці і збирачі, що належали до тарденуазького типу культур. Їх просування на схід, в Молдову і південь України спричинило виникнення там поселень гребениківської культури.

## Неоліт

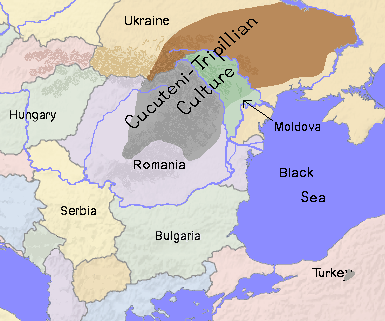
Трипільська культура на території Румунії

У VI тис. до н. е. територія Румунії входить в область поширення Балканського неоліту (Старчево-крішская культура), який досягає своєї вершини у формі Гумельниця і Кукутень-Трипілля. Наприкінці VI — початку V тис. до н. е. нові хвилі неолітичних переселенців створюють на півдні країни — у Добруджі і Мунтенії культури Гаманджія Боян, та на заході — культуру Вінча-Турдош. У другій половині V тис. до н. е (близько  4500—4000 років до н. е.) гумельницька культура охопила весь південь сучасної Румунії, прийшовши на зміну двом попереднім — Боян та Гаманджія. На півночі її поселення межували з поселеннями культури Кукутені — Трипілля у західній Молдові та Молдові. У той самий час (V — перша половина IV тис. до н. е.) на заході Румунії проживало населення альфельдської, тиської, полгарської та Петрештської археологічних культур.

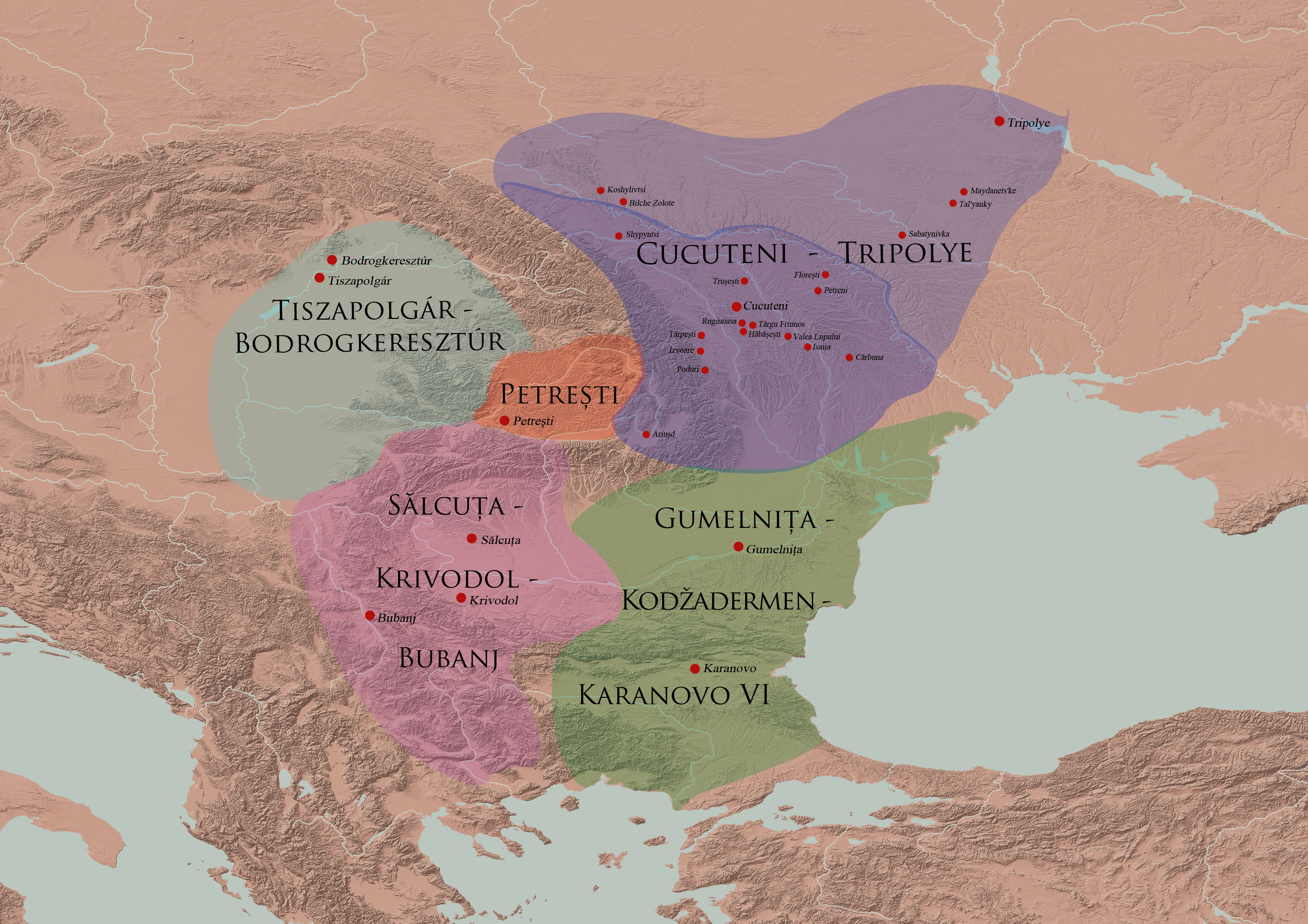
Енеолітичні культури Південно-Східної Європи з головними археологічними поселеннями, близько 4000 років до н. е.

Вже в добу енеоліту (близько 4000 року до н. е.) На територію Румунії з сходу проникають перші індоєвропейці (Культура Чернаводе), які були знайомі з конярством. А в середині IV тис. до н. е. (близько 3500 років до н. е.) кочові  скотарі — індоєвропейці заселяють більшу частину Румунії, створивши поселення культури Усатове-Коцофень.

## Бронзова доба

Ранній бронзовий вік у Європі, близько 3000—2700 років до н. е.

Період бронзової доби на території Румунії тривав приблизно від 3500 року до н. е. до 1100 року до н. е. У цей час населення сформувалось як індоєвропейське — предки фракійців. У західних районах Румунії (Кришана, Банат) сформувалися індоєвропейські культури Баден (близько 3600—3000 років до н.  е.) та Вучедол (близько 3000—2200 роки до н. е.), що були близькими до культури Коцофень. Також проходили численні міграції різних європейських народів, що залишили після себе рештки матеріальної культури. Так, близько 2900 року до н. е. на схід Румунії, у Добруджу і Мунтенію просунулись кочові скотарі ямної культури, а представники культури кулястих амфор зайняли межиріччя Прута і Серета у Молдові.

## Залізна доба

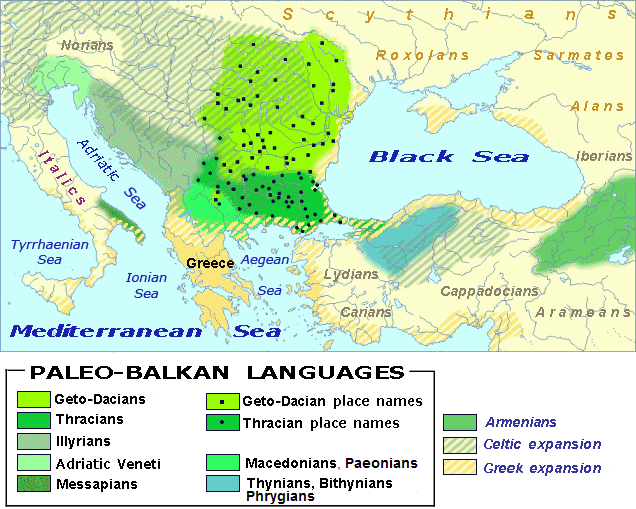
Народи Балкан у V—I століттях до н. е.

ХІ—VI століттях до н. е. — в Румунії існував тракійський варіант гальштатської культури. У цей період відомі завдяки роботі археологів такі культури як Гава у північних районах країни (близько ХІІ—VIII століттях до н. е.), Корлешти-Кишинів у  східних (ХІІ—ІХ століттях до н. е.), Бесараб-Шолденешти у південних (VIII—VII століттях до н. е.).
У VIII столітті до н. е. на територію Румунії з сходу вторглися кімерійці. У VIII—VII століттях до н. е. на   чорноморському узбережжі країни стародавні греки заснували свої перші колонії. У Добруджі стародавні греки зіткнулись  з місцевим тракійським населенням, котре належало до племені гетів. У зв'язку з вторгненням на землі Румунії  скіфів з території сучасної України наприкінці VII—початку VI століття до н. е. відбулися певні зміни, це декотрим чином відобразилось на куштановицькій культурі у Марамуреші, в якій помітний скіфський вплив. Геродот у середині V століття до н. е. дав  перший опис території і населення земель сучасної Румунії. З цього часу доісторичний (дописемний) період історії Румунії закінчується.